# 青森県立青森北高等学校今別校舎
青森県立青森北高等学校今別校舎（あおもりけんりつ あおもりきたこうとうがっこういまべつこうしゃ）は、青森県東津軽郡今別町大字今別字西田にあった県立高等学校。
2007年に青森県立青森北高等学校の分校（青森県では県が設置者の場合、分校を「校舎」と呼称している）となった。

## 沿革
- 1948年（昭和23年）8月1日 - 青森県立青森工業高等学校今別分校として開校。当時は定時制課程（夜間）。
- 1952年（昭和27年）10月1日 - 独立認可される。青森県今別高等学校になる。独立は認可されたが、当時は県立高校ではなかった。
- 1957年（昭和32年）3月21日 - 県に移管認可され、青森県立今別高等学校となる。定時制課程の独立校であった。
- 1962年（昭和37年） - 全日制課程が設置され、定時制課程は併置となった。
- 1975年（昭和50年）3月 - 定時制課程閉講。
- 2003年（平成15年）4月1日 - 2学期制を導入。
- 2007年（平成19年）4月1日 - 青森北高校の分校となる。
- 2013年（平成25年）4月1日 - 3学期制を導入。
- 2021年（令和3年）11月6日 - 閉校式挙行[1]。
- 2022年（令和4年）
  - 3月2日 - 最後の卒業式挙行。最後の卒業生は10名だった[2]。
  - 3月31日 - 閉校[3]。

## 所在地
- 青森県東津軽郡今別町大字今別字西田258

## アクセス
- JR津軽線津軽浜名駅より徒歩2分